# Правдивий Борис Миколайович
Борис Миколайович Правдивий (нар. 5 листопада 1937, Ігнатпіль) — український графік; член Спілки художників України з 1965 року.

## Біографія
Народився 5 листопада 1937 року в селі Ігнатполі (тепер Коростенський район Житомирської області, Україна). У 1961 році закінчив Київський художній інститут, у 1965 році — творчі майстерні Академії мистецтв СРСР у Києві. Вчителі з фаху — Олександр Пащенко, Леонід Чичкан.
Жив в Києві в будинку на вулиці Саксаганського № 22, квартира 35, потім в будинку на вулиці Тургенєвській № 67, квартира 12.

## Творчість
Працював в галузі станкової та книжкової графіки.
Серед робіт ліногравюри:
- «Зміна» (1959);
- «Весна на полонині» (1961);
- «Доярки» (1963);
- «Старий гуцул» (1963);
- «Новий будинок» (1966);
- художнє оформлення роману Франсуа Моріака «Тереза Декейру» (1967).

Брав участь у республіканських виставках з 1960 року, всесоюзних з 1961 року.